# Дюкина, Анна Ивановна
Анна Ивановна Дюкина (4 декабря 1929, д. Малый Кесшур, Селтинский район, УАССР, РСФСР, СССР — 21 февраля 2002, Ижевск, Удмуртская Республика, Россия) — доярка животноводческого совхоза «Машиностроитель» Ижевского машиностроительного завода Завьяловского района Удмуртской АССР, передовик сельхозпроизводства, общественный деятель. Герой Социалистического Труда (1966).

## Биография
Анна Ивановна родилась 4 декабря 1929 года в крестьянской семье деревни Малый Кесшур Селтинского района Удмуртской АССР. Получив начальное образование, с 17 лет работала дояркой в совхозе «Машиностроитель». За 30 лет выполнения своих обязанностей достигла высоких показателей в надое: от каждой закреплённой коровы ежегодно получала более 3000 литров молока. За достигнутые успехи в сфере животноводства и увеличение производства сельскохозяйственной продукции в 1958 году была награждена медалью «За трудовую доблесть».
Указом Президиума Верховного Совета СССР от 22 марта 1966 года «за достигнутые успехи в развитии животноводства, увеличении производства и заготовок молока, мяса, яиц, шерсти и другой продукции» Дюкиной Анне Ивановне было присвоено звание Героя Социалистического Труда с вручением ордена Ленина и золотой медали «Серп и Молот».
Анна Ивановна являлась неоднократной участницей Выставки достижений народного хозяйства СССР: в 1975 году она надоила от каждой коровы по 4203 килограмма молока, за что получила серебряную медаль ВДНХ. Кроме того, трижды (1973, 1974, 1975) становилась победителем социалистического соревнования.
Позднее из рядовой доярки Дюкина выросла до руководителя производства: в 1976 году она была назначена бригадиром молочнотоварной фермы, а в 1979 году — бригадиром животноводов центрального отделения совхоза. Возглавляемый ею коллектив ежегодно перевыполнял плановые задания по производству молока.
Помимо сельхозпроизводства занималась также и общественной работой: избиралась членом Ленинского райкома КПСС города Ижевска, членом профсоюзного комитета совхоза. Будучи умелым наставником, обучила мастерству многих доярок, ставших впоследствии передовиками производства.